# Broken Badges
Broken Badges est une série télévisée américaine en un pilote de 90 minutes et six épisodes de 42 minutes, produite par Stephen J. Cannell Productions et diffusée du 24 novembre au 22 décembre 1990, et les trois derniers du 6 au 20 juin 1991 sur le réseau CBS.
En France, seul le téléfilm pilote a été diffusé sur M6. La série reste inédite dans tous les pays francophones.

## Synopsis
La série suit les aventures de trois policiers ayant des problèmes d'ordre mental : J.J. Tingreedes, une policière accro au danger, Stanley Jones ayant un sentiment d'infériorité concernant sa taille et Toby Baker qui est cleptomane. Ces trois officiers de police placés sous la tutelle de Beau Jack Bowman, forment un groupe d'élite chargé d'éradiquer le crime dans la ville de La Nouvelle-Orléans. Ils sont suivis par la psychothérapeute Priscilla Mather.

## Distribution
- Miguel Ferrer : Beau Jack Bowman
- Eileen Davidson : J.J. Tingredees
- Jay Johnson : Stanley Jones
- Ernie Hudson : Toby Baker
- Charlotte Lewis : Priscilla Mather
- Don S. Davis : Capitaine Sterling

## Épisodes
1. Pilote (Broken Badges) (90 minutes)
2. Chucky (Chucky)
3. Histoires du West Side (Westside Stories)
4. Le Témoin (Can I Get a Witness ?)
5. Fond sur mesure (Meet Your Matchmaker)
6. Goût fraise (Strawberry)
7. Argo de Vénus (Argo the Venusian)

## Production
Bien que censée se passer à La Nouvelle-Orléans, la série a été entièrement tournée en extérieurs à Vancouver, en Colombie Britannique.

## DVD
L'intégralité des épisodes est disponible dans le coffret 10 DVD Prime Time Crime : The Stephen J. Cannell Collection chez Mill Creek Entertainment sorti le 27 juillet 2010.